# Lomeña
Lomeña es una localidad del municipio de Pesaguero (Cantabria, España). En el año 2024 contaba con una población de 35 habitantes (INE). Está situada a 674 metros sobre el nivel del mar, y dista tres kilómetros y cien metros de la capital municipal. 
De su patrimonio destaca la iglesia parroquial de San Juan Degollado, con una pila bautismal del año 1200. 
Por Lomeña pasa el sendero de pequeño recorrido PR-S.5, que parte de Pesaguero capital y acaba en el Monasterio de Santo Toribio de Liébana, haciendo un total de 23 kilómetros y medio, con unas seis horas de duración media.